# O Contrato
The Contract (br/pt: O Contrato)  é um filme de 2006 dirigido por Bruce Beresford com roteiro de Stephen Katz e John Darrouzet. 
Destacam-se as atuações de Morgan Freeman como o assassino Frank Carden, e John Cusack como o professor Ray Keene. Lançado diretamente em vídeo nos Estados Unidos e na maior parte da Europa, O Contrato ganhou pouca notabilidade da crítica, apesar da qualidade de seu elenco.

## Sinopse
Morgan Freeman é Frank Carden, um assassino profissional que foi contratado pra matar um bilionário (Lydell Hammond). O plano de Carden perde o rumo quando ele se envolve em um acidente de carro e acaba no hospital. Ao ver a arma que carregava, o hospital liga para a polícia, que descobre sua verdadeira identidade e aciona o FBI. 
John Cusack é Ray Keene, um professor de educação física do ensino médio, ex-policial e pai (bem-intencionado mas sem muito jeito) de Chris (Jamie Anderson), um adolescente passando por mudanças comportamentais desde a morte de sua mãe. 
Ray percebe a necessidade de se aproximar de seu filho depois que o pega fumando maconha, e o leva então para acampar na floresta de um vasto parque natural no Estado de Washington. Carden está sendo levado pela mesma floresta pelos agentes federais, mas os homens do prisioneiro organizam uma tentativa de resgate que acaba com a morte dos agentes. Um deles cai no rio com Carden, e vive somente o suficiente para pedir a Keene que leve o prisioneiro às autoridades. Pai e filho agora têm que tirar o fugitivo da floresta e entregá-lo à polícia antes que sejam alcançados pelos asseclas dele, assassinos ex-militares altamente qualificados.

## Produção
Foi filmado quase todo na Bulgária, e a sede central do Banco DSK serviu como um dos sets principais.

## Elenco
- John Cusack - Ray Keene
- Morgan Freeman - Frank Carden
- Jamie Anderson - Chris Keene
- Megan Dodds - Sandra
- Jonathan Hyde - Turner
- Corey Johnson - Davis
- Alice Krige - Miles
- Ian Shaw - Michaels